# Def Jam Recordings
Def Jam (von def, so viel wie „cool“) ist ein von Rick Rubin und Russell Simmons gegründetes, US-amerikanisches Plattenlabel, das sich auf Hip-Hop-Künstler konzentriert. Von 2004 bis 2007 wurde es von US-Rapper Jay-Z geleitet. Das Label trug maßgeblich dazu bei, die Hip-Hop-Kultur auch im Mainstream zu verankern und war neben Motown die erfolgreichste Plattenfirma, die Afroamerikaner aufnahm.

## Geschichte
Es wurde 1984 von Rick Rubin und Russell Simmons gegründet. Die ersten Geschäftsräume fanden sich in Rubins Wohnheimzimmer auf dem College. Die erste Veröffentlichung auf dem Label kam von einer damals nur lokalen Größe, dem Teenager LL Cool J mit I Need a Beat. Darauf folgten Beastie Boys mit Rock Hard. Der Erfolg beider Singles brachte dem Label einen Vertriebsdeal mit CBS Records, der Def Jam 600.000 USD einbrachte. Andere Künstler wie Run DMC und Public Enemy folgten.
Frei inspiriert von der Gründungsgeschichte ließ Simmons 1985 den Film Krush Groove drehen. Der Film, der fast keine Handlung hat, stellt vor allem Auftritte der damaligen Def-Jam-Künstler Beastie Boys, LL Cool J, The Fat Boys in den Mittelpunkt der Handlung. Gedreht für drei Millionen US-Dollar, spielte der Film über 20 Millionen Dollar ein.
1986 erschien auf Def Jam das Thrash-Metal-Album Reign in Blood von Slayer, auf dem sonst auf Hip-Hop ausgerichteten Label. Rubin verließ Def Jam 1989, zog von New York nach Los Angeles und gründete Def American. Über die Jahre kaufte PolyGram 60 % der Firmenanteile von Def Jam. 
1998 wurde es ein Teil von Universal Music Group. Der Konzern führte das Label mit Island Records zu Island Def Jam Music Group zusammen. Def Jam hatte zu dieser Zeit bereits Jahreseinnahmen von etwa 200 Millionen US-Dollar.
Als unabhängige Label gründete Def Jam Roc-A-Fella Records und Murder Inc. Records.
Von 2004 bis 2007 leitete der Rapper Jay-Z das Label. Sein Nachfolger, Shakir Stewart beging am 1. November 2008 Suizid. Dessen Nachfolger wurde L.A. Reid, welcher wiederum im Jahr 2012 von Steve Bartels abgelöst wurde. Von 2018 bis 2020 übernahm Eminems langjähriger Manager Paul Rosenberg diese Position ein. Danach folgte für zwei Jahre Jeffrey Harleston, der Vice President of Business & Legal Affairs der Universal Music Group, welcher interimsweise agierte. Schließlich wurde 2022 Tunji Balogun als CEO ernannt.

## Künstler bei Def Jam (Auswahl)
- 070 Shake
- Alessia Cara[6]
- Alif
- Amir Obè
- Armani White
- Ashton Travis[7]
- August 08
- Beau Young Prince[8]
- Benny the Butcher
- Bibi Bourelly
- Big Sean
- Bobby Sessions[9]
- Daboyway
- DaniLeigh[10]
- Fabolous
- Fredo Bang[11]
- Hit-Boy[12]
- Jastin Martin
- Jadakiss
- Jhené Aiko
- Joe Flizzow
- Justin Bieber
- Kaash Paige[13]
- KAIRO
- Krept and Konan
- Lady London
- LL Cool J
- Ludacris
- Muni Long
- Nasty C
- Public Enemy
- Pusha T
- Q-Tip
- Saint Bodhi[14]
- Teyana Taylor

### Ehemalige Künstler
- 2 Chainz (bis 2024)[15]
- CyHi the Prynce
- Dru Hill
- Frank Ocean (bis 2016)[16]
- Jay-Z (bis 2009)[17][18]
- Jeezy (bis 2023)[19]
- Jeremih (bis 2024)[20]
- Juelz Santana
- Kanye West (bis 2021)[21]
- Kids See Ghosts
- Logic (bis 2022)[22]
- Maxo
- Rick Ross (bis 2015)[23]
- Rihanna (bis 2014)[24]
- Suzi Wu[25]
- Trouble
- Nas (bis 2020)
- Ne-Yo (bis 2012)[26]
- YK Osiris (bis 2022)[27]
- YG

## Erweiterung der Def Jam Marke

### Def Comedy Jam
Def Comedy Jam war eine von 1992 bis 1996 produzierte Stand-up-Comedy-Fernsehshow, welche beim US-amerikanischen Fernsehsender HBO ausgestrahlt wurde. Eine Jubiläumsausgabe „Def Comedy Jam 25“ erschien 2017 auf Netflix.

### Def Poetry Jam
Def Poetry Jam wurde von 2002 bis 2007 ebenfalls bei HBO ausgestrahlt. In dieser Show präsentierte Simmons junge Dichter aus der Poetry-Slam-Szene. Im November 2002 erschien eine Live-Bühnenproduktion am Broadway, womit es 2003 den Tony Award für „Bestes Theaterevent“ (Best Special Theatrical Event) gewann.

### Videospiele
In Zusammenarbeit mit Electronic Arts entstanden die Videospiele Def Jam Vendetta (2003), Def Jam: Fight for NY (2004) und Def Jam: Icon (2007), die Hip-Hop-Kultur mit Wrestling- und Kampfspiel-Elementen kombinierten. Spieler konnten bekannte Rapper wie Method Man, Scarface, Snoop Dogg, Ludacris, Xzibit, Fat Joe und viele weitere auswählen und steuern. Zudem erschien Def Jam Rapstar (2010), ein Musikspiel mit Fokus auf Rap-Performances.